# Museo regionale della fauna alpina
Il Museo regionale della fauna alpina Beck-Peccoz (in francese, Musée régional de la faune alpine Beck-Peccoz; in tedesco, Alpenfaunamuseum Beck-Peccoz) è un polo museografico di contenuto etologico situato in località Predeloasch, nel comune di Gressoney-Saint-Jean, nell'alta valle del Lys, in Valle d'Aosta.
Comprende il più antico nucleo della raccolta di trofei di caccia - circa duemila pezzi - del casato baronale di origine walser dei Beck-Peccoz. La collezione include corna e palchi montati su scudi di camosci, stambecchi, cervi, caprioli e di ulteriore fauna alpina e di altri continenti i cui primi pezzi risalgono al XVIII secolo.
Un particolare rilievo è da attribuire ad alcuni esemplari imbalsamati di capriolo siberiano (capreolus pygargus) e incroci fra capra e stambecco. Un ulteriore valore storico e scientifico è dato dagli esempi di malformazione ossea che è stato possibile studiare grazie anche ad altri esemplari collezionati.
Il polo museale è completato da dipinti e ritratti, cimeli di famiglia, libri, pubblicazioni inerenti alla fauna e la flora delle Alpi.

## Storia
Il museo fu inaugurato dalla regina Margherita di Savoia, nella sede attuale, in quella che era la palazzina di caccia dei Beck-Peccoz, il 2 agosto 1913. In realtà, un primo nucleo museale era stato istituito alcuni anni prima, nel 1904, nella dimora di famiglia dei Beck-Peccoz nella piazza Inferiore di Gressoney-Saint-Jean, poi intitolata a re Umberto I di Savoia.
L'idea originaria della costituzione di una raccolta museale fu del barone Luigi Beck-Peccoz che, nel testamento dettato ad Augusta l'11 febbraio 1882 dispose il trasferimento a Gressoney-Saint-Jean della collezione di famiglia dei trofei di caccia iniziata dall'avo Johann Christoph Beck e fino ad allora custodita nella città tedesca. Per l'esecuzione della disposizione testamentaria dispose una somma di 40 000 marchi alemanni.
Nel 1986 il museo è stato acquisito dalla Regione Valle d'Aosta che, di concerto con il Corpo forestale valdostano, ne ha curato l'allestimento moderno attraverso la progettazione e realizzazione di un nuovo disegno museografico teso alla conservazione e salvaguardia delle collezioni storiche comprendenti, oltre ai trofei di caccia, anche una raccolta di dipinti e suppellettili del casato e una piccola ma interessante, dal punto di vista storico, collezione di armi, in particolare fucili per l'attività venatoria.

## La collezione dei trofei da caccia
La collezione dei trofei da caccia iniziata da Johann Christoph Beck a inizio Ottocento fu ampliata e completata dal figlio Joseph Anton.
Il capostipite del casato, appassionato cacciatore, rimase colpito dalla varietà di palchi (ovvero le corna dei cervidi) che aveva potuto osservare sulle Alpi italiane quale responsabile dell'approvvigionamento dell'esercito di Napoleone Bonaparte. Forte della spinta illuministica del suo tempo, decise di diventare un collezionista e iniziò ad acquistare trofei di caccia che presentavano particolari caratteristiche o anomalìe.
Re Luigi I di Baviera gli conferì il titolo di barone insieme al consenso di raffigurare sullo stemma di famiglia un cervo (il simbolo fu poi sostituito da uno stambecco quando Carlo Alberto di Savoia riconobbe il titolo nobiliare per il Regno di Sardegna).
A completare l'opera furono i figli di Joseph Anton, Luigi, Antonio e Carlo: il primo destinò la collezione al museo valdostano; i due fratelli provvedettero alla edificazione della palazzina dove tuttora sorge il museo, situata a breve distanza da villa Margherita, sede della municipalità di Gressoney-Saint-Jean.

## I baroni Beck-Peccoz

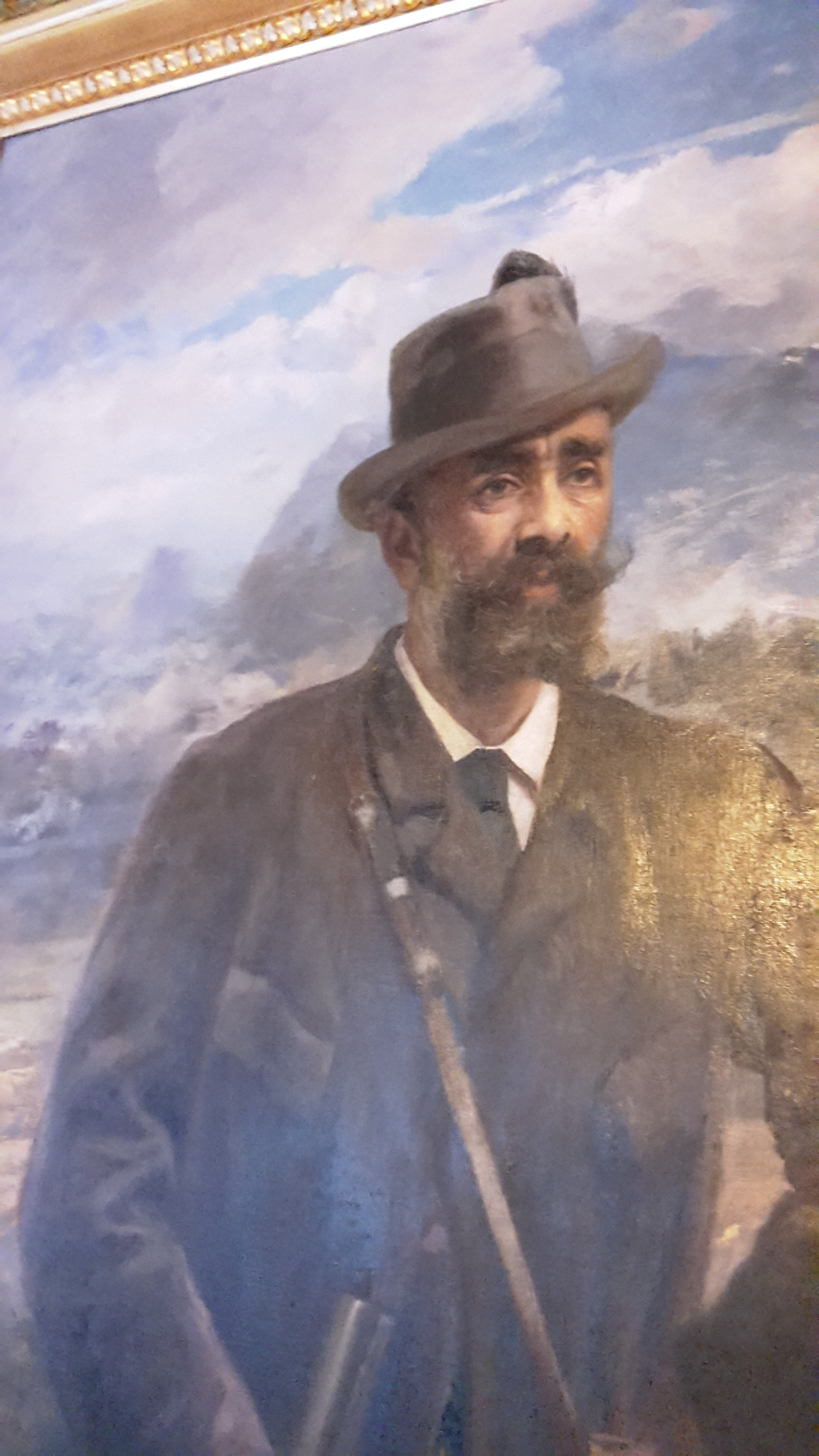
Luigi Beck Peccoz, dettaglio del ritratto di Cesare Tallone (1892)

I membri della dinastia baronale dei Beck-Peccoz, di discendenza walser, in virtù della propria passione per l'attività venatoria, hanno legato il proprio nome alla Valle d'Aosta e al museo etologico concernente la fauna alpina della regione, di cui sono stati i fondatori.
Questi i principali membri del casato:
- Johann Christoph Beck (1749-1818)
  - Joseph Anton (1808-1882)
    - Antonio (Antoine) (1837-1911)
      - Egon Antonio Maria

    - Luigi (Louis) (1841-1894)
    - Carlo

Particolarmente meritoria è l'opera compiuta da Luigi Beck-Peccoz per la conservazione degli stambecchi e dei camosci nella Vallée, specie nella zona di Saint-Marcel, dove si passò nel 1867, con l'istituzione di un'area protetta vigilata da guardie forestali impegnate contro il bracconaggio, dalla presenza di soli otto esemplari di camoscio a oltre mille capi.

## La collezioni delle armi
La collezione di armi del casato dei Beck-Peccoz è raccolta al primo piano del museo, in stanze decorate con affreschi di stile mitteleuropeo. Qui sono esposte una novantina fra armi lunghe da caccia ad avancarica e a retrocarica, rivoltelle, armi a canne sovrapposte da tiro e di uso militare, alcune delle quali arricchite con calci di legno di radica di noce, in uso dall'Ottocento fino ai primi anni del XX secolo.

## Sale didattiche
Le sale didattiche sono allestite al piano terra del museo, originariamente destinato ad abitazione dell'edificio adibito a palazzina di caccia. Sono dedicate alla sistematica, all'anatomia, alla morfologia e alla biologia dei vertebrati di montagna.

## Galleria d'immagini

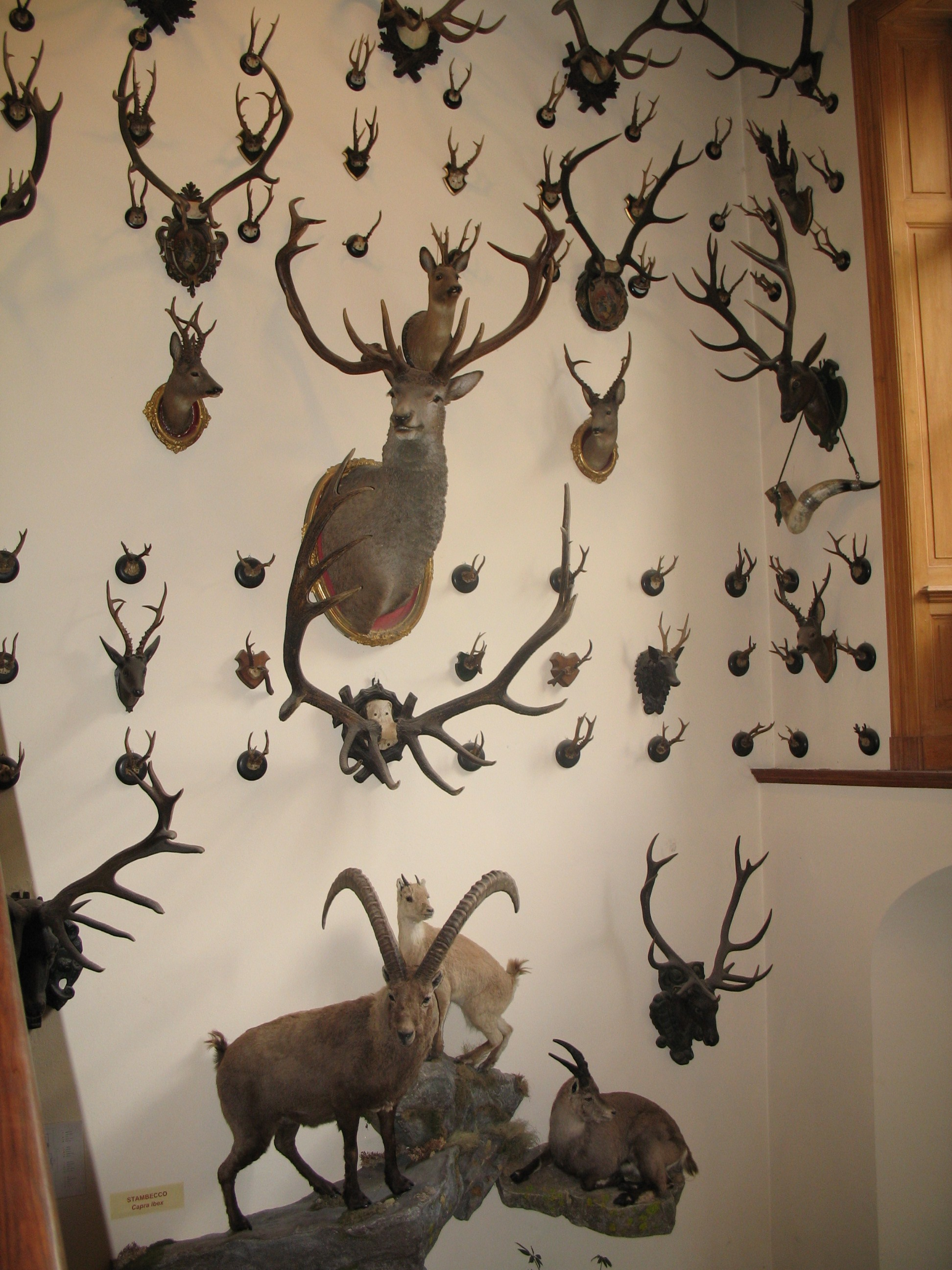
Esemplare di stambecco
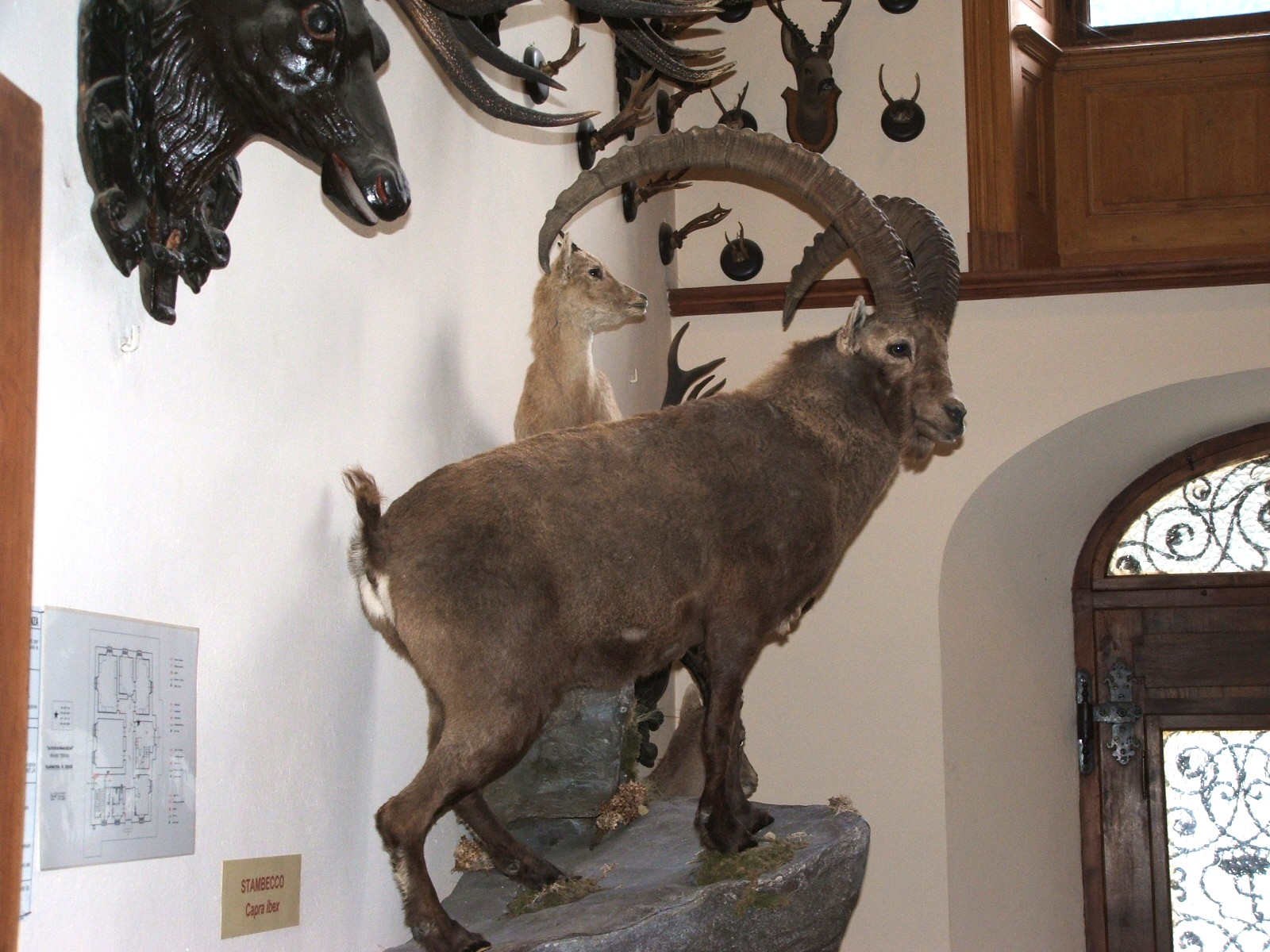
Esemplare di stambecco
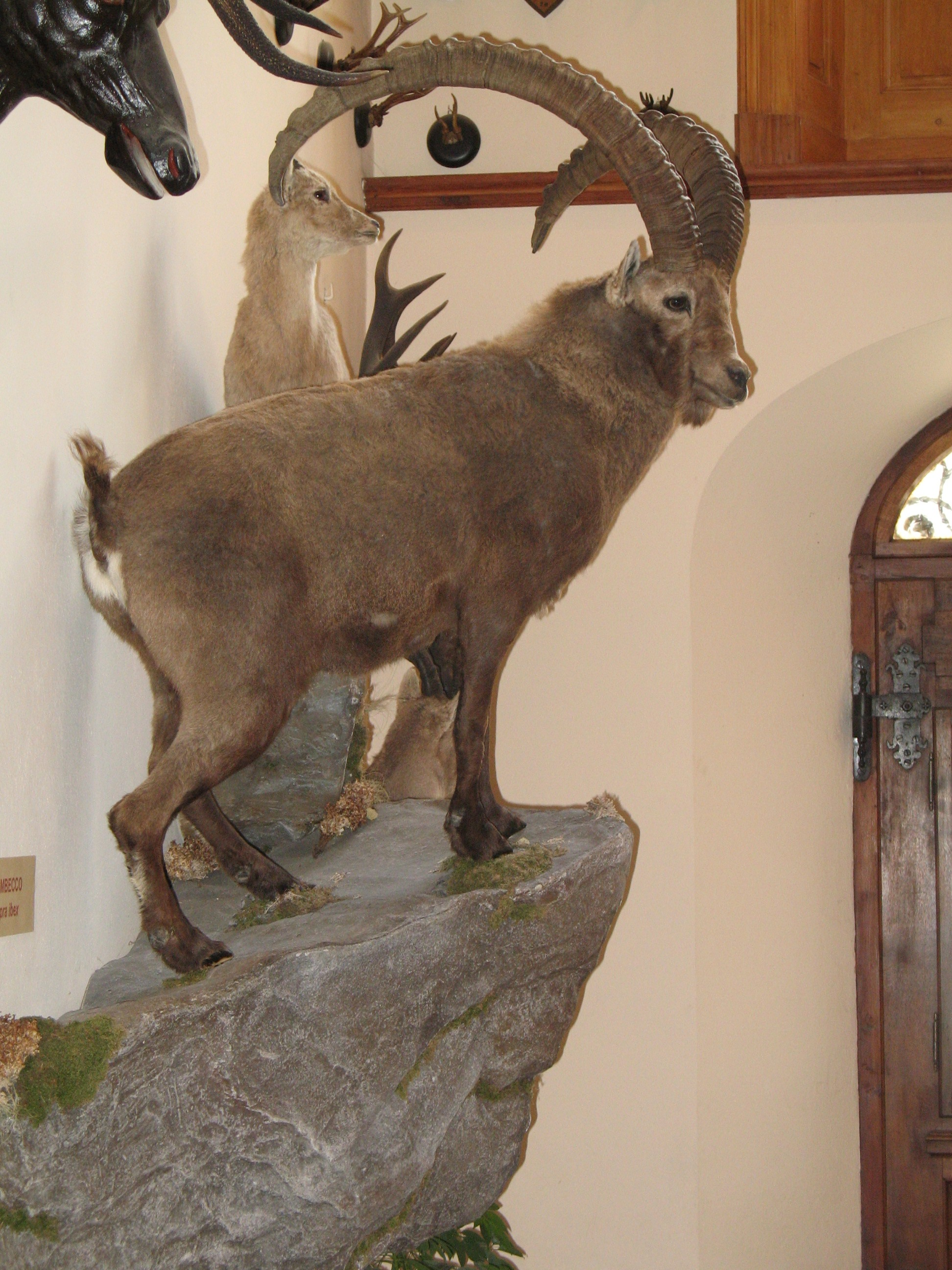
Esemplare di stambecco
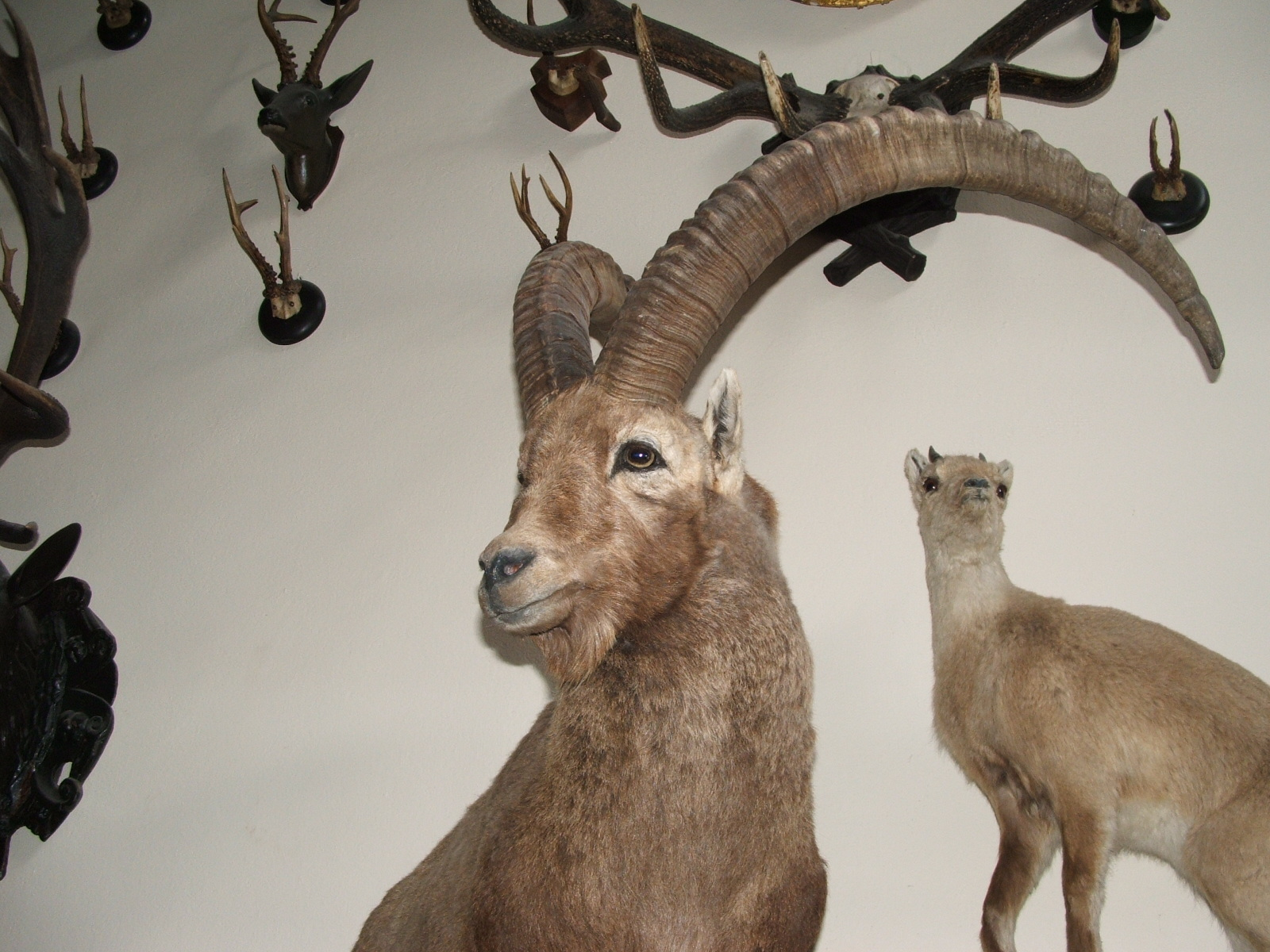
Esemplare di stambecco
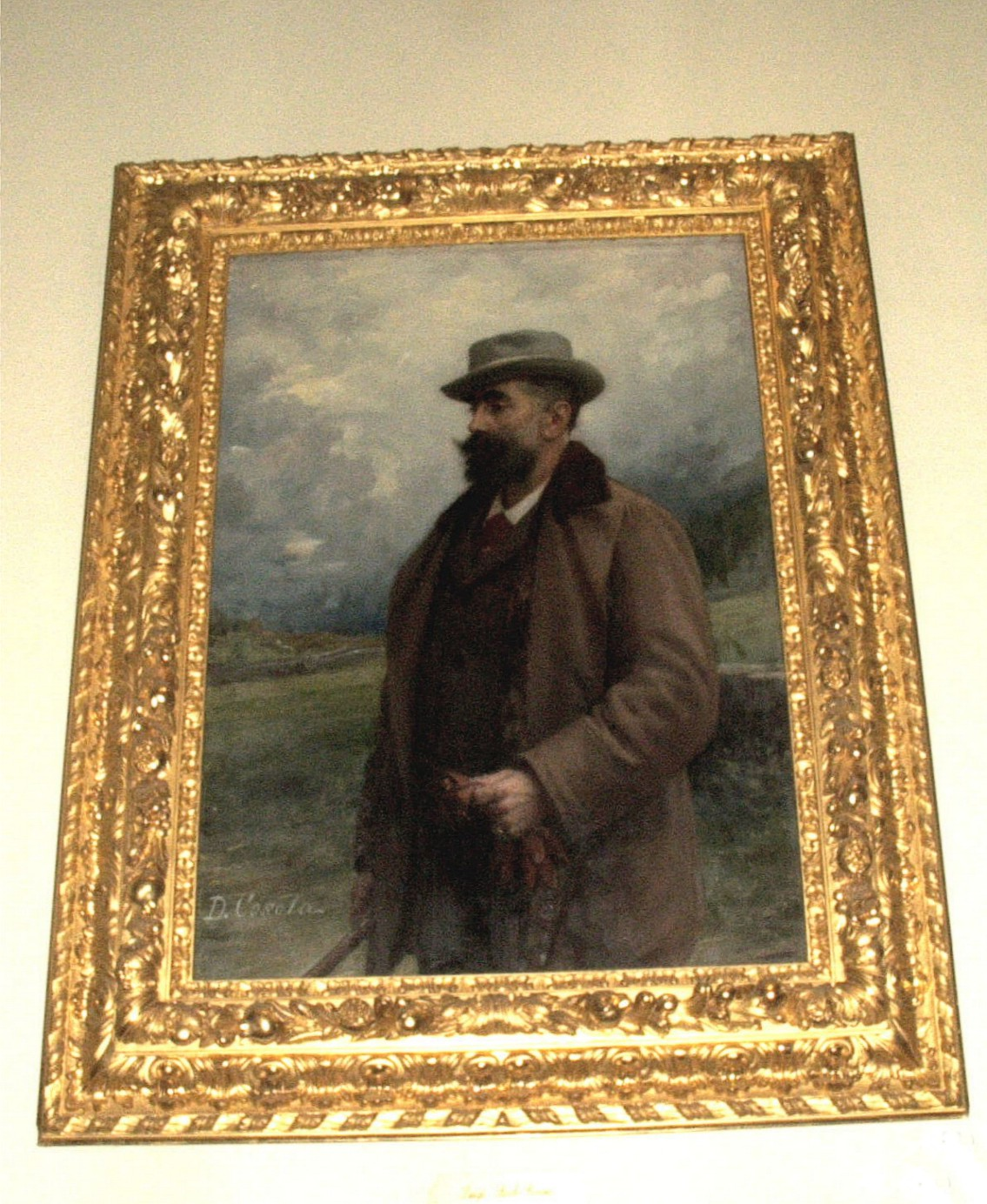
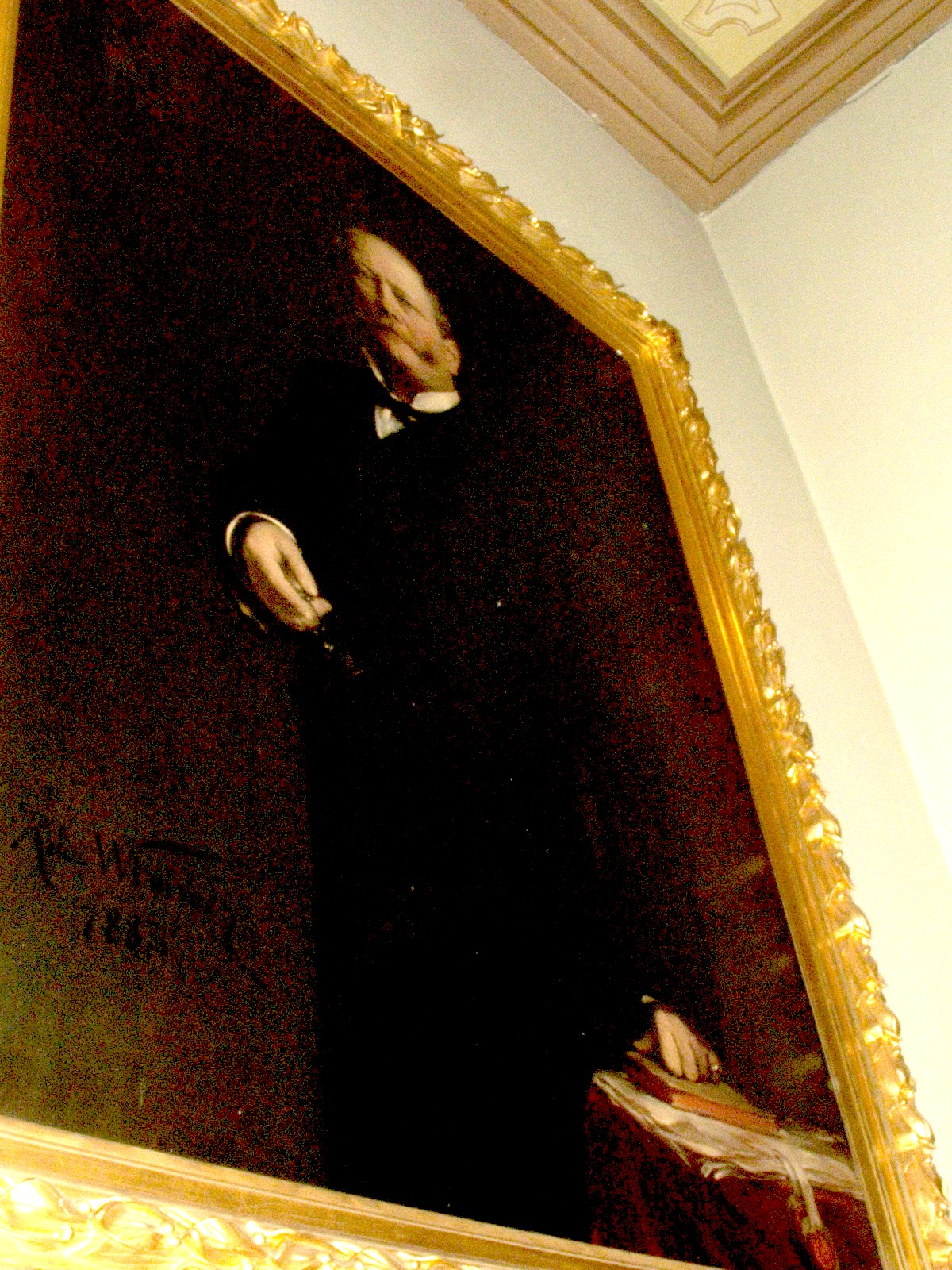
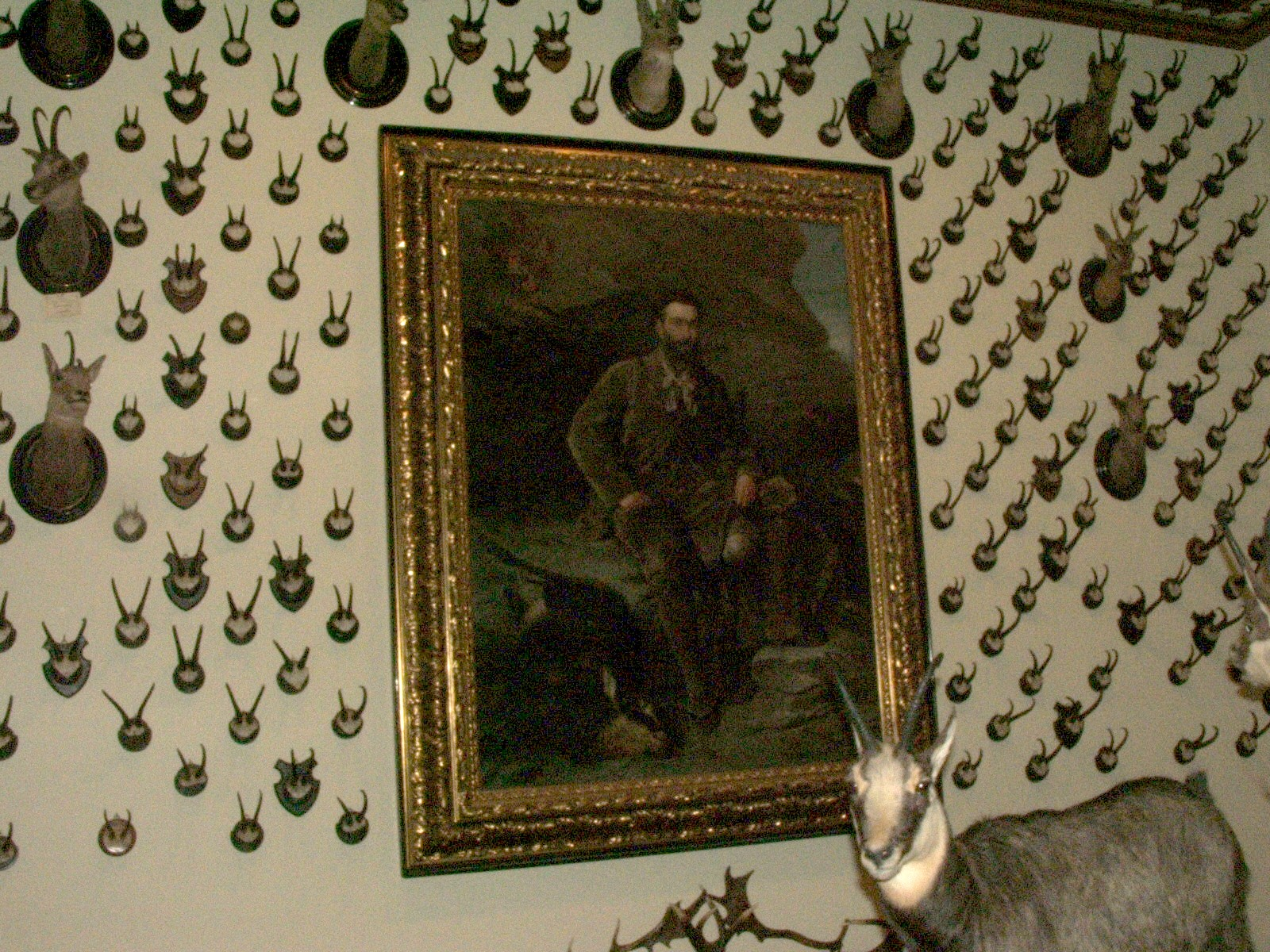

### Sala 1
- Origine e adattamenti della fauna valdostana

### Sala 2
- Stambecchi e camosci
  - Posizione tassonomica
  - Caratteristiche somatiche:
    - Differenza tra i sessi nello stambecco
    - Differenza tra i sessi nel camoscio

- -     - L'età dello stambecco
    - L'età del camoscio

  - Alimentazione
  - Causa di mortalità
  - Struttura sociale

### Sala 3
- Piccola fauna
  - La prateria ed il bosco
  - Ambienti rurali
  - Bassa quota

### Sala 4
- Cervi e caprioli
  - Posizione tassonomica
  - Caratteristiche somatiche:
    - I palchi e la loro anatomia

- -     - L'accrescimento e le malformazioni
    - Un anno da cervo

  - Alimentazione
  - Riproduzione